# Ката
Вижте пояснителната страница за други значения на Ката.
Ката в буквален превод от японски означава „форма“, „образец“ или „стил“ и представлява строго определена поредица от техники, които се изпълняват в също така строго фиксирани ритъм и време. Като цяло това е комбинация от удари и блокове, използвани при бой най-често с повече от един въображаем противник. Практическото значение на техниките, използвани в ката, се изучава в специална дисциплина, наречена бункай. В карате, както и в другите бойни стилове има многобройни видове ката, например в джудо, айкидо, таекуон-до и др.